# Bemus Point
Bemus Point est un village situé dans le comté de Chautauqua, dans l'État de New York, aux États-Unis. En 2020, il comptait une population de 312 habitants, estimée au 1er juillet 2021 à 310 habitants.

## Démographie
Lors du recensement de 2020, le village comptait une population de 312 habitants. Elle est estimée, en 2021, à 310 habitants.